# آن مريديث باري
آن مريديث باري هي رسامة كندية، ولدت في 1931 في تورونتو في كندا، وتوفيت في 2003.